# Dell City, Texas
Dell City là một thành phố thuộc quận Hudspeth, tiểu bang Texas, Hoa Kỳ. Năm 2010, dân số của xã này là 365 người.

## Dân số
- Dân số năm 2000: 413 người.
- Dân số năm 2010: 365 người.